# Gabriel Ferrater
Gabriel Ferrater i Soler (Reus, Tarragona, 1922 - San Cugat do Vallés, Barcelona, 1972), foi um poeta, tradutor, crítico e linguista espanhol do Século XX.

## Biografia
Seu avô tinha uma empresa de exportação de vinho em Reus, que prosperou durante Primeira Guerra Mundial. Dela viveram seu pai e seus tios. Ele era primo irmão de Gabriel Ferraté Pascual e irmão de Joan Ferraté i Soler. Ferrater fez o serviço militar em Tarragona. Depois matriculou-se na Universidade de Barcelona para estudar álgebra, e seguir a carreira como matemático durante três anos.
Ferrater, que escrevia desde os vinte anos, procurou certa estabilidade profissional e pessoal já antes dos trinta anos. Para tanto, viajou a Londres para trabalhar em um editorial e, mais tarde, a Hamburgo, onde trabalhou como leitor da Editorial Rowohlt.
Finalmente regressou à Catalunha, e em 1963 aceitou o cargo de diretor literário de Seix Barral, conduzido pelo inventivo Carlos Barral, de quem fora amigo, bem como de Jaime Gil de Biedma e Carles Beira. Em 1964 casou-se com Jill Jarrell, uma jornalista norte-americana, de quem se separou dois anos mais tarde, fixando residência a San Cugat. Entre 1958 e 1968, escreveu e publicou toda sua obra poética.
Em 1968 Ferrater decidiu levar a cabo seus estudos de Filosofia e de Letras, em Barcelona. A seguir, trabalhou como professor na Universidade Autônoma dessa cidade, ensinando Linguística e Crítica Literária. Desde então, a sua atividade foi constante, como conferencista, colaborador em projetos e seminários, tradutor de textos da língua  alemã e da língua inglesa. Escreveu ensaios e artigos sobre a teoria linguística, na revista Serra d'Or, entre 1969 e 1972, com o título De causis linguae, incluindo uma original teoria métrica, fundada no elemento fonológico da gramática generativa chomskyana. Traduziu em língua catalã O Processo, de Kafka, e a Language, de Leonard Bloomfield, e Cartesian linguistics, de Noam Chomsky. Ao longo destes anos, recebeu diversos prêmios. No entanto, com menos de 50 anos, no dia 27 de abril de 1972, Gabriel Ferrater suicidou-se com uma mistura de barbitúricos. Ele dissera em seu grupo de amigos que se suicidaria ao cumprir meio século de idade.

## Obra
A sua poesia tem contato com a obra de Thomas Hardy, W. H. Auden, Shakespeare, Brecht e Ausiàs March. Erotismo e nostalgia pelo tempo perdido são tópicos constantes em sua obra. Por outro lado, em suas produções poéticas, Ferrater representa a vontade de regenerar o sistema literário catalão durante o período da post guerra, que jazia em um obscurantismo. A sua poesia foi escrita ao longo da década de sessenta, na mudança de polarização estética entre a linha de tradição post simbolista e o emergente realismo histórico. Pouco interesse foi dado a sua poesia até o final dos anos setenta. Somente quando o realismo histórico começou a perder o seu protagonismo, suas obras ganharam o devido reconhecimento.
Ferrater escreveu três obras de poesia: Dá nuces pueris (1960), Menja't uma cama (1962), e Teoria dels cossos (1966). Mais tarde, ele fez algumas poesias novas, e recompilou 114 poemas na obra Does-lhes i els dies. O autor escreveu também uma novela policíaca intitulada  Um corpo, ou dois, com a parceria do escritor e pintor José María de Martín.
Posteriormente, Ferrater compôs somente alguns poemas novos, porém revisou os publicados anteriormente e preparou a edição da sua obra completa: Does-lhes i els dies (As mulheres e os dias), de 1968. O volume reúne 114 poemas breves, a exceção de "In memoriam" e "Poema inacabat".
Nas suas poesias se destacam, sobretudo, a métrica e a ironia, caracterizadas por uma poesia assai realista, na qual se encontram até mesmo coloquialismos. Do mesmo modo, nas suas poesias é frequente uso de temas quotidianos e o distanciamento das formas retóricas e das expressão artificiosas, próprio da lírica hispânica dos anos sessenta.
Em sua obra podemos distinguir três etapas: a primeira chamada poética, na qual o tema principal é a literatura; a segunda na qual o autor trata o tema da observação social; a terceira e última composta por várias subetapas. Em uma dessas subetapas o autor fala de suas experiências pessoais, fala sobre a morte e sobre a moral, e faz reflexões sobre o passo do tempo. Já em outra, Ferrater reflexiona sobre o amor e o erotismo (tema muito comum em suas poesias).
Ferrater é conhecido como poeta, e é na poesia que ele revela todo o seu potencial. Todavia ele fez também muitas traduções e muitas críticas de arte. Uma parte delas reunidas em Papers, cartes, paraules, 1986. A sua importância no ambiente intelectual catalão da segunda metade do século XX vem sendo cada vez mais reconhecida.

## Livros
- Dá nuces pueris, 1960; reed.: Empúries, 1987.
- Menja't uma cama, 1962; reed.: Empúries, 1997.
- Teoria dels cossos, 1966; reed.: Empúries, 1989.
- Does-lhes i els dies, Edicions 62, 1968. Versão castelhana As mulheres e nos dias, Seix-Barral, 1979, por P. Gimferrer, J.A. Goytisolo e J.M. Valverde.
- A poesia de Carles Beira, 1979.
- Sobre literatura, 1979.
- Sobre pintura, 1981.
- Sobre o llenguatge, Quaderns creme, 1981.
- Papers, cartes, paraules, Quaderns creme, 1986. Tr. Notícias de livros, Península, 2000